# Гуидо Абаян
Вижте пояснителната страница за други личности с името Гуидо.
Гуидо Езикел Абаян (на испански: Guido Ezequiel Abayián, роден на 24 юни 1989 в Неукен, Аржентина) е аржентински футболист, играе като нападател и се състезава за Етър (Велико Търново).